# Phacelia linearis
Phacelia linearis là loài thực vật có hoa trong họ Mồ hôi. Loài này được (Pursh) Holz. miêu tả khoa học đầu tiên năm 1895.